# Potamotrygon motoro
Il trigone fluviale ocellato (Potamotrygon motoro Müller & Henle, 1841), nota anche come trigone pavone o trigone fluviale nero, è una specie di razza d'acqua dolce della famiglia Potamotrygonidae. È stata la prima specie a essere descritta nella famiglia ed è anche la più diffusa; il suo areale si estende in gran parte dei bacini del Río de la Plata, dell'Amazzonia, del Mearim e dell'Orinoco nel Sud America tropicale e subtropicale. È anche una delle specie più comuni negli acquari, soprattutto in vasche con composizioni di pesci tropicali sudamericani.

## Descrizione

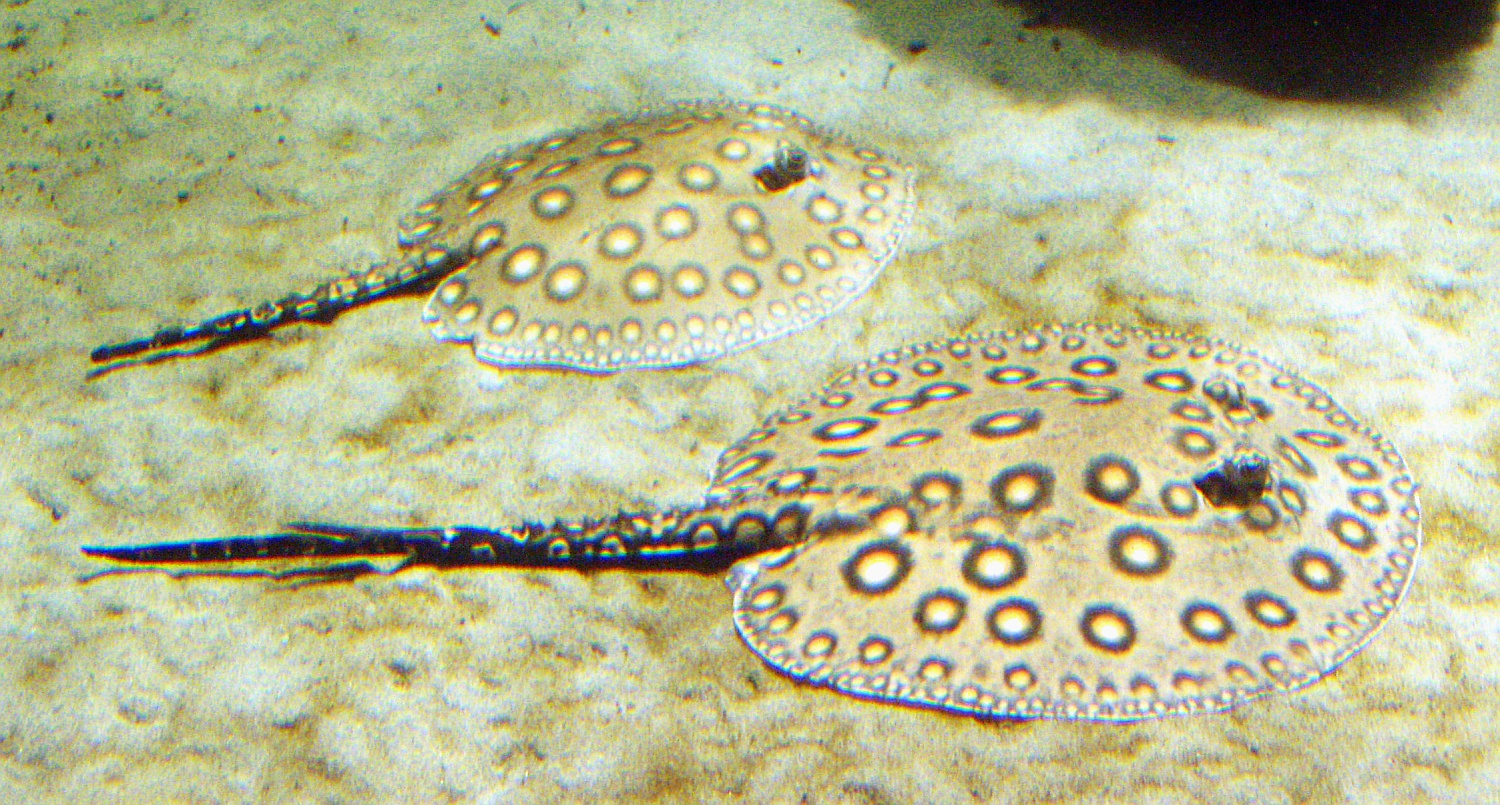
Esemplari allo zoo di Duisburg, Germania

Il trigone fluviale ocellato può crescere fino a 50 centimetri (1,6 piedi) di larghezza del disco, 1 metro (3,3 piedi) di lunghezza totale, per un peso di 35 kg (77 libbre). Il disco è di forma semi-circolare e gli occhi sono sollevati sulla superficie dorsale. La colorazione dorsale è tipicamente beige o marrone, con numerose macchie giallo-arancione con anelli scuri. La livrea varia da esemplare a esemplare in modo significativo, sia da individuo a individuo sia a seconda dell'areale da cui provengono. Sono stati identificati tre tipi principali nel bacino amazzonico, ma ciascuno di questi include un certo numero di sottotipi (due tipi principali aggiuntivi ora sono considerati una specie separata, P. marquesi). I due principali tipi amazzonici, informalmente noti come CD1 e CD2, si trovano in gran parte dell'Amazzonia (con l'eccezione della maggior parte del bacino del Rio Negro) e spesso possono essere trovati insieme. Quelli del bacino del Río de la Plata e del fiume Mearim assomigliano a CD1. Gli individui dei bacini del Rio Negro e dell'Orinoco (che sono collegati dal canale Casiquiare) sono simili tra loro e informalmente noti come CD3, ma differiscono dagli esemplari che si trovano altrove. Alcuni individui di CD3 hanno macchie vicino al bordo del disco che sono collegate, formando uno schema a catena. Tuttavia, il tipo "marmorizzato" è generalmente trovato solo dal bacino dell'Orinoco, compreso il fiume Ventuari.

## Tassonomia

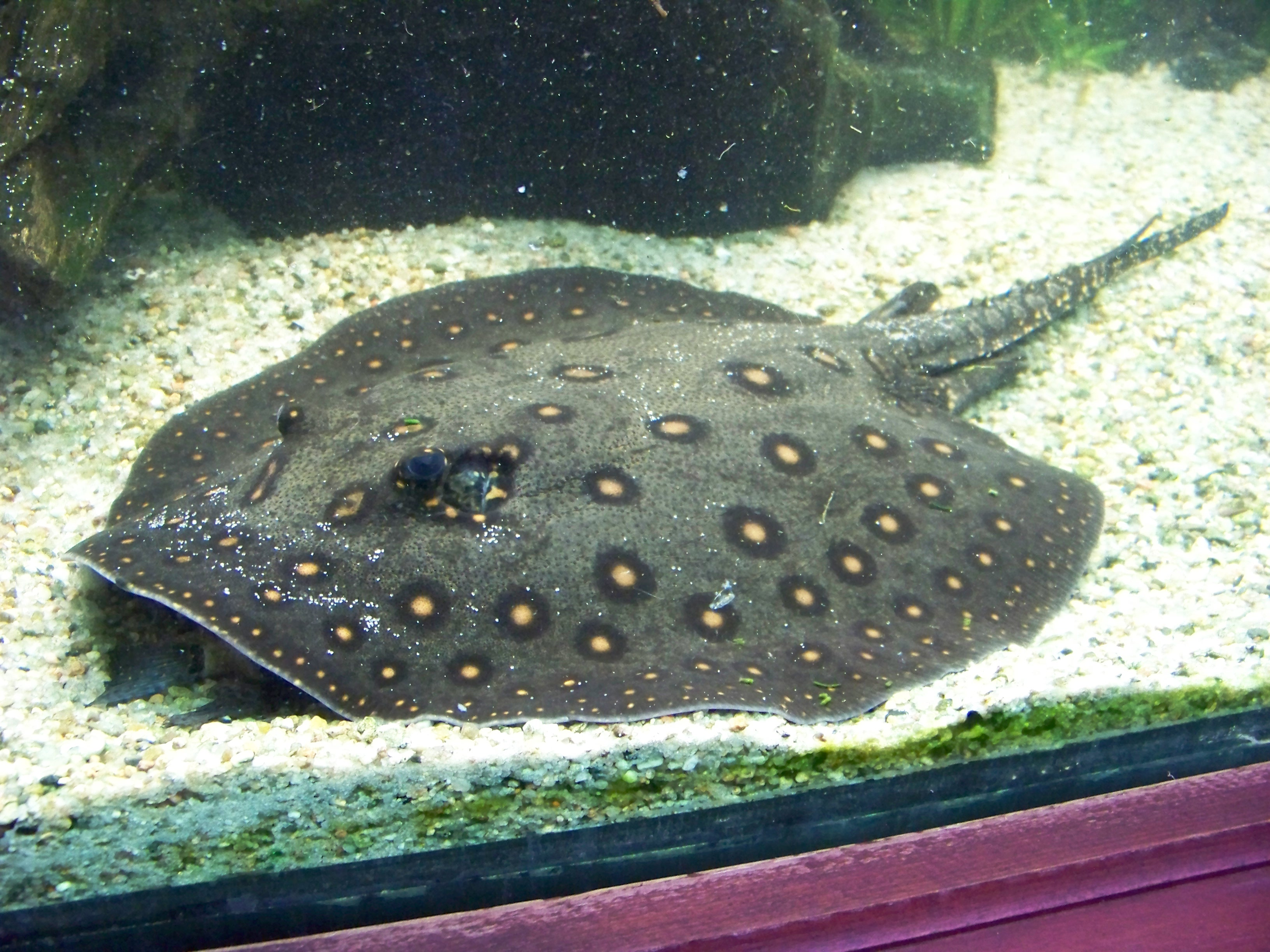
P. motoro

P. motoro varia in modo significativo nell'aspetto e nella morfologia nel suo ampio areale e si prevede una revisione tassonomica delle popolazioni amazzoniche. La tassonomia delle popolazioni nel bacino del Río de la Plata è stata rivista nel 2013, portando alla scoperta che P. motoro può essere trovato praticamente ovunque (sebbene sia assente dal bacino del Paraná a monte della Diga di Itaipú), ma anche che esistono due membri aggiuntivi di questo complesso di specie: P. amandae (diffusa nel bacino del Río de la Plata) e P. pantanensis (Pantanal settentrionale). Due tipi amazzonici altamente distintivi sono completamente privi di macchie giallo-arancione con bordi neri: la cosiddetta "razza di Mantilla", CD4, in Perù e parti adiacenti del Brasile, e il CD5 simile ma più chiaro dai fiumi vicino a Marajó. Sia CD4 sia CD5 si trovano in concomitanza con varianti normali di P. motoro. Nel 2019, sono stati descritti come una nuova specie, P marquesi.
Membri attualmente riconosciuti del complesso di specie trovati altrove sono P. boesemani (fiume Corantijn; dove P. motoro è assente), P. jabuti (bacino Tapajós centrale-superiore ; dove P. motoro si trova in aree più meridionali), e P. ocellata (bacino amazzonico inferiore), sebbene quest'ultima potrebbe essere sinonimo di P. motoro.

## Biologia
Pesce pacifico, minacciato da predatori grossi come caimani e pesci, la razza pungiglione di fiume si nutre prevalentemente di piccoli pesci e invertebrati che scova scavando nel fango.

## Acquariofilia
I trigoni fluviali ocellati sono una delle specie più comuni del genere in cattività sin dal 1970. Hanno caratteristiche simili a quelli di altri membri di Potamotrygon. È una delle specie più popolari di razze d'acqua dolce, ma richiede una vasca molto grande, le cui migliori condizioni sono un acquario speciale con un'ampia area fondale e un'acqua bassa (30 centimetri nel punto più profondo), sebbene possano essere tenute anche in acque più profonde.